# Espagne au Concours Eurovision de la chanson 1977
L'Espagne a participé au Concours Eurovision de la chanson 1977 le 7 mai à Londres (Angleterre), au Royaume-Uni. C'est la 17e participation espagnole au Concours Eurovision de la chanson.
Le pays est représenté par le chanteur Micky et la chanson Enséñame a cantar (en), sélectionnés en interne par la TVE.

## Sélection interne
Le radiodiffuseur espagnol, la Televisión Española (TVE), choisit en interne l'artiste et la chanson représentant l'Espagne au Concours Eurovision de la chanson 1977.
| Ordre | Artiste | Chanson                | Langue   | Traduction             |
| ----- | ------- | ---------------------- | -------- | ---------------------- |
| 1     | Micky   | Enséñame a cantar (en) | Espagnol | Apprends-moi à chanter |

Lors de cette sélection, c'est la chanson Enséñame a cantar, écrite et composée par Fernando Arbex et interprétée par Micky, qui fut choisie. Le chef d'orchestre sélectionné pour l'Espagne à l'Eurovision 1977 est Juan Carlos Calderón. 

## À l'Eurovision

### Points attribués par l'Espagne
| 12 points | Grèce       |
| 10 points | France      |
| 8 points  | Monaco      |
| 7 points  | Luxembourg  |
| 6 points  | Israël      |
| 5 points  | Allemagne   |
| 4 points  | Irlande     |
| 3 points  | Royaume-Uni |
| 2 points  | Italie      |
| 1 point   | Pays-Bas    |

### Points attribués à l'Espagne
| 12 points | 10 points | 8 points               | 7 points                                                | 6 points   |
| --------- | --------- | ---------------------- | ------------------------------------------------------- | ---------- |
|           |           |                        | - Allemagne - Belgique - Finlande - Italie - Luxembourg | - Pays-Bas |
| 5 points  | 4 points  | 3 points               | 2 points                                                | 1 point    |
|           | - Grèce   | - Royaume-Uni - Suisse |                                                         | - Autriche |

Micky interprète Enséñame a cantar en 14e position lors de la soirée du concours, suivant la Suède et précédant l'Italie.
Au terme du vote final, l'Espagne termine 9e sur 18 pays participants, ayant reçu 52 points au total,.